# ジュリアン・ファブリ
ジュリアン・ファブリ（Julien Fabri 、1994年2月5日 - ）は、フランス・マルセイユ出身のプロサッカー選手。リーグ・ドゥ・バスティア所属。ポジションは、ゴールキーパー。

## 経歴
11歳でオリンピック・マルセイユと契約し、2014年7月8日にトップチームと契約を結んだ。その後、リーグ・ドゥのクラブへの期限付き移籍、スタッド・ブレストを経て、2019年10月30日にLBシャトールーと2年契約を結んだ。
2022年5月23日、SCバスティアと2年契約を結んだ。